# Edmund Gettier
Edmund L. Gettier III (Baltimore, Maryland, 1927 – 23 de março de 2021) foi um filósofo norte-americano.
Gettier deve sua reputação a um único ensaio de três páginas, publicado em 1963, intitulado "É uma crença verdadeira e justificada conhecimento?", em que disputou a definição tradicional de conhecimento aceita durante mais de dois mil anos, fornecendo um conjunto de contra-exemplos que mostram que podemos ter uma crença verdadeira justificada sem que essa crença seja conhecimento, ou seja, possuir crença verdadeira justificada não é suficiente para o conhecimento.